# Geneviève Pettersen
Pour les articles homonymes, voir Pettersen.
Geneviève Pettersen est une écrivaine, chroniqueuse et scénariste québécoise née en 1982 à Wendake (Canada). Elle est aussi connue sous le pseudonyme de Madame Chose. 

## Biographie
Geneviève Pettersen a fait des études en sociologie des religions et en littérature à l'Université du Québec à Montréal avant de travailler dans le domaine publicitaire. Elle a tenu une chronique dans Châtelaine de 2015 à 2017. Elle est maintenant chroniqueuse pour le Journal de Montréal depuis environ avril 2017 et anime une émission de radio quotidienne à QUB radio en compagnie de Vanessa Destiné. Elle travaille également à la scénarisation de films et de séries télévisées en plus d'écrire des romans.
Elle a vécu à Saguenay et réside aujourd'hui à Montréal. Elle a déjà vécu avec l'écrivain et professeur de littérature Samuel Archibald et elle est actuellement en couple avec le comptable, professeur de comptabilité, auteur et animateur de télé Pierre-Yves McSween. Elle est mère de trois enfants.

## Œuvre

### Carnets
- Madame Chose. Guide du bien-vivre à l'usage de la jeune femme moderne (2011-2014).

### Chroniques
- « Courrier du cœur », dans La Presse +, (2012-2014)
- « Ma parole », dans Châtelaine, (2014-en cours)

### Romans
- La Déesse des mouches à feu, Le Quartanier, 2014, adapté sous le même titre, au théâtre en 2018 par le Théâtre PàP[5], et au cinéma en 2021 par Anaïs Barbeau-Lavalette
- Vie et mort du couple. Du dating au divorce, La Presse, 2014
- La Reine de rien, Éditions Stanké, 2022

### Scénarios
- Mélanie Charbonneau et Geneviève Pettersen, Les stagiaires, VrakTV, 2015, en ligne.
- Caroline Allard et Geneviève Pettersen, Souper de filles, LibTV
- Caroline Allard et Geneviève Pettersen, 2 filles/1tv, LibTV
- Samuel Archibald et Geneviève Pettersen, Les Gardiennes, Sphères Média
- Geneviève Pettersen, La vraie vie, Sphères Média
- 2019 : Fabuleuses de Mélanie Charbonneau (coscénariste avec cette dernière)

## Prix et distinctions
- 2015 : Lauréate du 14e Grand prix littéraire Archambault[6]
- 2015 : Nomination aux Gémeaux pour la Meilleure émission ou série originale produite pour les médias numériques : humour, variétés[7]